# Neutronreflektor
En neutronreflektor er ethvert materiale som  reflekterer neutroner. Dette henviser til elastisk spredning snarere end en spejlende refleksion. Materialet kan være grafit, beryllium, stål, wolframkarbid eller andre materialer. En neutronreflektor kan gøre ellers subkritiske masser af fissilt materiale kritiske, eller øge mængden af atomfission som en kritisk eller superkritisk masse vil gennemgå. 
| Fysik | Spire Denne artikel om fysik er en spire som bør udbygges. Du er velkommen til at hjælpe Wikipedia ved at udvide den. |